# آردگلن، نیو ساوت ولز
آردگلن (به انگلیسی: Ardglen) یک شهرک در استرالیا است که در نیو ساوت ولز واقع شده‌است.